# The Return of the Druses
The Return of the Druses – dramat Roberta Browninga, opublikowany w 1843 w serii Bells and Pomegranates. Utwór opowiada o Druzach, specyficznej wspólnocie religijnej z Bliskiego Wschodu. Składa się z pięciu aktów.